# Persatuan Penganut-Penganut Kew Ong Tai Tay
Persatuan Penganut-Penganut Kew Ong Tai Tay is een taoïstische tempel in de Chinese buurt van Kota Bharu, Maleisië. Het gebouw bevat ook een eethal.
De tempelvereniging Persatuan Penganut-Penganut Kew Ong Tai Tay beheert ook een zustertempel in Ipoh sinds 1970. Het oorspronkelijke gebouw werd verwoest bij een grote brand in de jaren negentig van de 20e eeuw.
De tempel is gewijd aan Jiu Huangdi, een set populaire goden in de Maleise variant van de Chinese volksreligie. Daarnaast worden ook Guanyin, Nezha, Datuk en Guandi vereerd. De verjaardagen van Guandi en Jiu Huangdi worden jaarlijks uitbundig gevierd. Er worden dagenlang religieuze gebedsceremonies gehouden, processies gemaakt met zelfkastijding en trancesessies gehouden. Bij dit laatste gaan bepaalde mensen in trance en komen zo in de geestenwereld terecht. Ze kunnen dan volgens gelovigen communiceren met de goden.
Bij de viering van de verjaardag van Jiu Huangdi in 2008 kreeg een groep van driehonderdvijftig mensen een voedselpakket. Deze groep bestond uit 60-plussers, gehandicapten en armen.